# Roncoferraro
Roncoferraro là một đô thị tại tỉnh Mantova trong vùng Lombardia của Italia, có vị trí cách khoảng 140 km về phía đông nam của Milano và khoảng 11 km về phía đông nam của Mantova.
Roncoferraro giáp các đô thị: Bagnolo San Vito, Bigarello, Castel d'Ario, Mantova, San Giorgio di Mantova, Sustinente, Villimpenta.